# Егоров, Юрий Григорьевич
Юрий Григорьевич Егоров (род. 17 августа 1925 г., г. Махачкала — 4 марта 1994 г.) — белорусский врач ветеринарной медицины. Кандидат ветеринарных наук, доцент.

## Биография
Участник Великой Отечественной войны (пулеметчик, командир минометного взвода роты 322-й стрелковой дивизии 1-го Украинского фронта).
Окончил Дагестанский сельскохозяйственный институт, Ленинградский институт повышения квалификации ветеринарных врачей (аспирантура).
Работал в Белорусском научно-исследовательском ветеринарном институте (старший научный сотрудник, заведующий отделом), Минсельхозе Белорусской ССР (заведующий отделом высшего и среднего сельскохозяйственного образования, заведующий отделом учебных заведений), Гродненском государственном сельскохозяйственном институте (заведующий кафедрой зоологии и микробиологии, в 1965—1990 гг. — ректор).